# Uromyces lotononidicola
Uromyces lotononidicola är en svampart som beskrevs av Berndt 2006. Uromyces lotononidicola ingår i släktet Uromyces och familjen Pucciniaceae.   Inga underarter finns listade i Catalogue of Life.